# Borov radijus
Borov radijus ({\displaystyle a_{0}}) je fizička konstanta, približno jednaka najverovatnijem rastojanju između protona i elektrona u atomu vodonika u njegovom nepobuđenom stanju. Ime je dobio po Danskom fizičaru Nils Boru, tvorcu Borovog atomskog modela. Vrednost mu je 5.2917721092(17)×10−11 m

## Definicija i vrednost
U SI jedinicama Borov radijus je:
{\displaystyle a_{0}={\frac {4\pi \varepsilon _{0}\hbar ^{2}}{m_{\mathrm {e} }e^{2}}}={\frac {\hbar }{m_{\mathrm {e} }\,c\,\alpha }}}
gde je:
{\displaystyle a_{0}} Borov radijus,
{\displaystyle \varepsilon _{0}\ } is the permitivnost vakuuma,
{\displaystyle \hbar \ } je redukovana Plankova konstanta,
{\displaystyle m_{\mathrm {e} }\ } je masa elektrona,
{\displaystyle e\ } je elementarno naelektrisanje,
{\displaystyle c\ } je brzina svetlosti u vakuumu, i
{\displaystyle \alpha \ } je Konstanta fine strukture.
U Gausovim jedinicama Borov radijus je:
{\displaystyle a_{0}={\frac {\hbar ^{2}}{m_{e}e^{2}}}}
Prema CODATA podacima iz 2010, Borov radijus ima vrednost od 5.2917721092(17)×10−11 m (i.e., approximately 53 pm or 0.53 angstroma).

## Upotreba
U Boroovm atomskom modelu iz 1913, elektroni orbitiraju oko centralnog jezgra. Prema modelu, elektroni orbitiraju samo na određenim rastojanjima od jezgra, zavisno kolikom energijom raspolažu. U najjednostavnijem atomu, Vodoniku, postoji samo jedan elektron, i on orbitira oko jezgra na najmanjoj mogućoj orbiti, sa najnižim energetskim sadržajem, i na radijusu gotovo jednakom Borovom radijusu. (Ovaj radijus nije tačan Borov radijus, usled efekta redukovane mase. Razlika iznosi oko 0.1%.)
Iako se Borov model danas više ne koristi, Borov radius ostaje veoma koristan u računanju u atomskoj fizici, delimično otuda što ima jednastovan odnos sa ostalim osnovnim konstantama. (Zato je definisan korišćenjem stvarne mase elektrona umseto redukovane, kao što je pomenuto.) Na primer, to je jedinica dužine u atomskim jedinicama.
U skladu sa modernim, kvantno-mehaničkom shvatanjem atoma Vodonika, najverovatnije rastojanje između protona i elektrona je ≈1.5a0, što je nešto drugačije nego u Borovom modelu (≈a0), ali u svakom slučaju istog reda veličine.

## Povezane jedinice
Borov radijus je jedna od tri povezane jedinice dužine, a druge dve su Komptonova talasna dužina elektrona {\displaystyle \lambda _{\mathrm {e} }\ } i klasični radijus elektrona {\displaystyle r_{\mathrm {e} }\ }. Borov radius zavisi od mase elektrona {\displaystyle m_{\mathrm {e} }}, Plankove konstante {\displaystyle \hbar \ } i naelektrisanja elektorna {\displaystyle e\ }. Komptonova talasna dužina zavisi od {\displaystyle m_{\mathrm {e} }\ }, {\displaystyle \hbar \ } i brzine svetlosti {\displaystyle c\ }. Klasični radijus elektrona zavisi od {\displaystyle m_{\mathrm {e} }\ }, {\displaystyle c\ } and {\displaystyle e\ }. Bilo koja od ove tri dužine ,ože da se izrazi pomoću bilo koje od druge dve i konstante fine strukture {\displaystyle \alpha \ }:
{\displaystyle r_{\mathrm {e} }={\frac {\alpha \lambda _{\mathrm {e} }}{2\pi }}=\alpha ^{2}a_{0}.}
Komptonova talasna dužina je oko 20 puta manja od Borovog radijusa, a klasični radijus elektrona je oko 1000 puta manji od komptonove talasne dužine.

## Redukovan Borov radijus
Borov radijus sa uračunatim efektom redukovane mase u atomu vodonika dat je sledećom jednačinom:
{\displaystyle \ a_{0}^{*}\ ={\frac {\lambda _{\mathrm {p} }+\lambda _{\mathrm {e} }}{2\pi \alpha }},}
gde je:
{\displaystyle \lambda _{\mathrm {p} }\ } Komptonova talasna dužina protona.
{\displaystyle \lambda _{\mathrm {e} }\ } Komptonova talasna dužina elektrona.
{\displaystyle \alpha \ } Konstanta fine strukture.
U gornjoj jednačini, efekat redukovane mase je postignut pomoću uvećane Komptonove talasne dužine, što je samo Komptonova talasna dužina i elektrona i protona zajedno.

## Fusnote
1. 1 2  Broj u zagradi (17) predstavlja standardnu devijaciju poslednje cifre.
2. ↑  Vrednost 1.5a0 je približna, jer zanemaruje redukovanu masu, efekat fine strukture (kao što su relativističke ispravke), i ostali slabi efekti.

## Spoljašnje veze
- Length Scales in Physics: the Bohr Radius